# Echinopsis angelesiae
Echinopsis angelesiae (укр. Ехінопсис Анжели, Ехінопсис анжелесі) — сукулентна рослина з роду ехінопсис (Echinopsis) родини кактусових (Cactaceae).

## Систематика
Вид вперше описаний аргентинським ботаніком Роберто Кіслінгом (ісп. Roberto Kiesling, нар. 1941) як Trichocereus angelesii у 1978 році у виданні англ. «Darwiniana; Carpeta del Darwinion» У 1980 році G.D.Rowley переніс його до роду Echinopsis (Echinopsis angelesiae) У 2012 році німецький ботанік Борис О. Шлюмпбергер (нім. Boris O. Schlumpberger), переглянувши у своїй праці «New combinations in the Echinopsis alliance» систематику роду Echinopsis, виділив разом з іншими цей вид до роду Soehrensia (Soehrensia angelesiae). Однак Едвард Андерсон — член Робочої групи Міжнародної організації з вивчення сукулентних рослин (IOS), колищній її президент у своїй фундаментальній монографії з родини кактусових «The Cactus Family» (2001) описує цей вид як Echinopsis angelesii. На сайті The Plant List — спільному енциклопедичниому інтернет-проєкті із систематики сучасних рослин Королівських ботанічних садів у К'ю і Міссурійського ботанічного саду цей вид також віднесений до роду Echinopsis (Echinopsis angelesiae).

## Етимологія
Видова назва дана на честь Анжели Г. Лопес де Кіслінг, дружини аргентинського ботаніка Роберто Кіслінга.

## Ареал і екологія
Echinopsis angelesiae є ендемічною рослиною Аргентини. Ареал розташований в департаменті Гуачіпас провінції Сальта. Рослини зростають на висоті 1400 метрів над рівнем моря.

## Морфологічний опис
Рослини чагарникові, низькорослі, сильногіллясті, гілки відходять вертикально і утворюють густі зарості заввишки до 1 метра.
Стебло циліндричне, прямостояче, світло-зелене, матове, 6-6,5 см в діаметрі.
Ребра невисокі, тупі, складчасті.
Ареоли овальні, слабо опушені.
Колючки жорсткі, шилоподібні, прилягають до стебла.
Центральна колючка — одна, завдовжки до 2 см.
Радіальних колючок 12, розходяться по сторонах симетричними парами, нижні довші, до 1,5 см.
Квіти розташовані поруч із верхівкою стебла, дзвоноподібні, білі, завдовжки до 20 см та 14 см у діаметрі.

## Чисельність, охоронний статус та заходи по збереженню
Echinopsis angelesiae входить до Червоного списку Міжнародного союзу охорони природи видів під загрозою зникнення (EN).
Цей вид має невеликий ареал (площа поширення становить 2200 км²), і, незважаючи на велику кількість, популяції зменшуються через розведення кіз. Має низьку продуктивність плодів і насіння, розмножується переважно вегетативно.
Echinopsis angelesiae зустрічається в межах провінційного заповідника Кебрада-де-лас-Кончас.
Охороняється Конвенцією про міжнародну торгівлю видами дикої фауни і флори, що перебувають під загрозою зникнення (CITES).